# Södra Freberga-Jerusalemsviken
Södra Freberga-Jerusalemsviken este o arie protejată (arie specială de conservare — SAC, sit de importanță comunitară — SCI) din Suedia întinsă pe o suprafață de 11,4 ha, integral pe uscat.

## Localizare
Centrul sitului Södra Freberga-Jerusalemsviken este situat la coordonatele 58°30′43″N 15°00′51″E / 58.512°N 15.0143°E.

## Înființare
Situl Södra Freberga-Jerusalemsviken a fost declarat sit de importanță comunitară în aprilie 2004 pentru a proteja 2 specii de animale. Situl a fost protejat și ca arie specială de conservare în martie 2011.

## Biodiversitate
Situată în ecoregiunea boreală, aria protejată conține 3 habitate naturale: Pajiști cu Molinia pe soluri calcaroase, turboase sau argilos-nămoloase (Molinion caeruleae), Mlaștini alcaline, Pajiști fino-scandinave uscate până la mezice, bogate în specii de altitudine mică.
La baza desemnării sitului se află mai multe specii protejate de  nevertebrate (2): Vertigo angustior, Vertigo geyeri.